# Metrokles
Metrokles (altgriechisch Μητροκλῆς Mētroklḗs, latinisiert Metrocles; * im 4. Jahrhundert v. Chr.; † im 3. Jahrhundert v. Chr.) war ein antiker griechischer Philosoph. Er zählt zur Strömung des Kynismus.
Seine Schriften sind verloren, erhalten sind lediglich einige antike Berichte über sein Leben und seine Lehre. Die wichtigste Quelle ist der im 3. Jahrhundert tätige Philosophiehistoriker Diogenes Laertios.

## Leben
Die genaue Lebenszeit des Metrokles ist unbekannt. Er war ein Bruder der Philosophin Hipparchia, die mit dem berühmten Kyniker Krates von Theben verheiratet war. Seine Schwester und er stammten aus einer vornehmen Familie der Stadt Maroneia in Thrakien. Er scheint sich früh nach Athen begeben zu haben, um dort von bekannten Philosophen zu lernen.
Metrokles erhielt philosophischen Unterricht zunächst beim Peripatetiker Theophrastos von Eresos und später beim Akademiker Xenokrates. Über die Abwendung von diesen Schulen und Metrokles’ Hinwendung zum Kynismus ist die folgende Geschichte überliefert. Obwohl Metrokles von seiner wohlhabenden Familie reichlich Mittel nach Athen gesandt bekam, fürchtete er um seine finanzielle Situation. Um mit den Angehörigen des Peripatos und der Akademie mithalten zu können, war es nämlich nötig, wie ein feiner, reicher Herr zu wirken und einen aufwendigen Haushalt zu führen. Als ein blamables Missgeschick dazukam – es entfuhr ihm ein Furz – beschloss Metrokles, sich zu Tode zu hungern. In diesem Zustand besuchte ihn der vorsorglich mit Bohnen angegessene Kyniker Krates von Theben. Als er Metrokles nicht mit Argumenten überzeugen konnte, dass ihm etwas ganz Nützliches widerfahren sei, griff er zu anderen Mitteln und furzte ebenfalls. Metrokles hat sich ihm daraufhin angeschlossen, die kynische Lebensweise angenommen und kam plötzlich auch ohne finanzielle Unterstützung aus Maroneia leicht zurecht. Die Geschichte gilt als Beleg für soziologische Unterschiede zwischen Akademie und Peripatos auf der einen und den Kynikern auf der anderen Seite.
Nach einer von Diogenes Laertios mitgeteilten Überlieferung starb Metrokles in hohem Alter, indem er den Atem anhielt.

## Lehre
Man geht davon aus, dass Metrokles einen gemäßigten Kynismus vertrat. So soll er nicht, wie die früheren Kyniker, grundsätzlich Reichtum abgelehnt haben, sondern ihn als schädlich angesehen haben, wenn man ihn nicht angemessen gebraucht. Es ist bekannt, dass Metrokles sogenannte Chrien (Sammlung von Aussprüchen und Anekdoten bekannter Personen) verfasst hat. Schüler des Metrokles waren Theombrotos und Kleomenes.